# Gabriele Münter mentre dipinge a Kallmünz
Gabriele Münter mentre dipinge a Kallmünz è un dipinto a olio su tela (58,5x58,5 cm) realizzato nel 1903 dal pittore Vasily Kandinsky. È conservato nella Lenbachhaus di Monaco.